# 数据转换
数据转换是指电子计算机的電腦檔案从一种檔案格式转换为另一种檔案格式。数据转换可以分為有損轉換和無損轉換。
1. 无损转换：舊文件转换到新文件時，不会丢失任何信息。例如从TIFF转换为PNG就是無損轉換。
2. 有损转换：舊文件转换到新文件時會丟失信息。例如从WAV转换为MP3就屬於有损转换。